# 临川集
《临川集》，即《临川先生文集》，是宋代政治家，文学家，诗人王安石的诗文别集。由北宋末年的薛昂所编。南宋时，龙舒、杭州、临川等地都有該書的刻本。《伤仲永》收录于该文集。

## 流传版本
- 清内府藏本《临川集》一百卷
- 清听香馆藏本《临川集》一百卷